# 新市场 (德累斯顿)

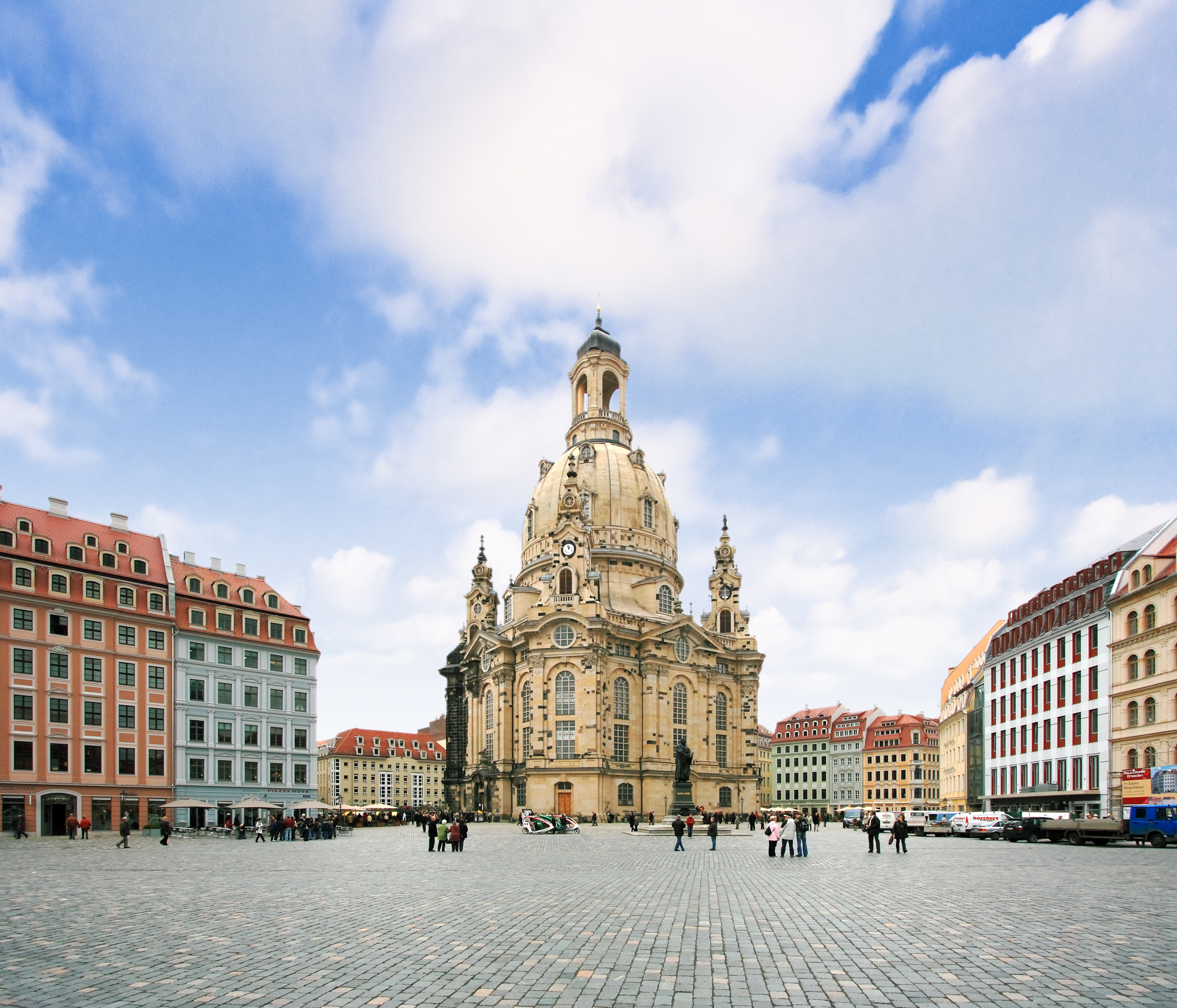
新市场

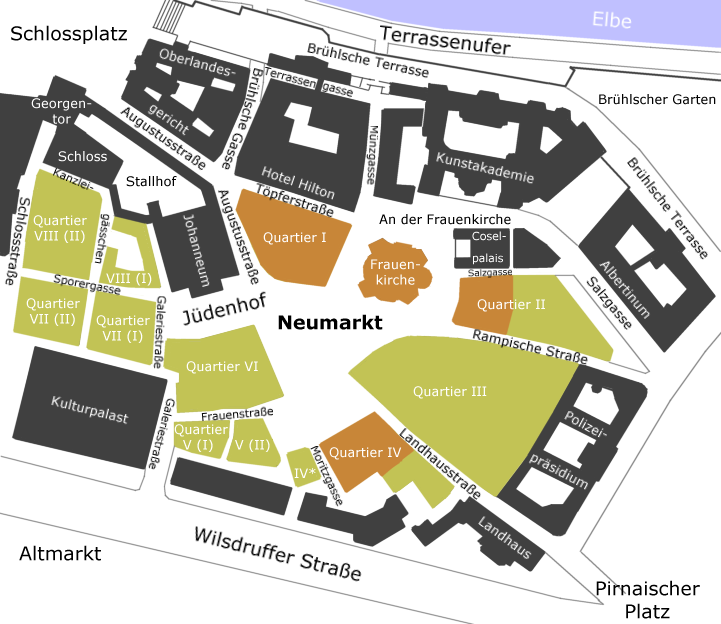
地图

新市场（Neumarkt）是德国城市德累斯顿旧城区中心的一个广场，在二战中几乎被大轰炸所彻底摧毁，战后，德累斯顿被苏联占领，接受共产党统治，风貌有所改变。两德统一后，新市场恢复战前风貌。2005年，德累斯顿圣母教堂重建完成，标志新市场重建的第一步。